# Yafa Yarkoni
Yafa Abramov, dite Yafa Yarkoni, née le 24 décembre 1925 à Givatayim en Palestine mandataire et morte le 1er janvier 2012 à Tel Aviv en Israël, est une chanteuse israélienne.

## Biographie

### Jeunesse
Yafa Yarkoni naît à Givatayim, alors en Palestine sous mandat britannique sous le nom de Yafa Abramov, aînée des trois enfants d'Avraham Abramov et de Malka née Alkhassov. Ses parents étaient des Juifs de Caucase qui avaient immigré en Palestine au début du XXe siècle. Elle passe son enfance à Tel Aviv et à Givat Rambam, de nos jours quartier de Givatayim et commence sa carrière artistique en chantant avec sa sœur et son frère dans un trio populaire appelé « Bamati » (« Ma scène ») qui se produisait dans le café de quartier « Tzlil » (« Son ») de la famille. Sous la recommandation du chanteur Shmuel Fischer, Yafa, elle est reçue dans la troupe de ballet de Gertrud Kraus et y danse pendant une dizaine d'années.
Le 21 septembre 1944, elle se marie avec Yossef Gustin, qui part le lendemain à la guerre en tant que volontaire dans la Brigade juive de Palestine dans l'armée britannique. Gustin meurt le 29 mars 1945 dans les combats contre les Allemands sur la rivière de Senio, en Italie. Une des futures chansons de Yafa Yarkoni, Ouri, sur mots de Rafael Klatchkin, et la musique de Issakhar Meron, a été créée en sa mémoire. Par suite d'une blessure au pied, Yafa abandonne l'ensemble de ballet.
Yafa Gustin sert par la suite dans une unité de transmission de la Haganah, principale organisation paramilitaire des Juifs de Palestine. Durant la Guerre d'indépendance d'Israël, elle continue de servir dans la brigade Givati de l'armée israélienne tout récemment constituée.

### Débuts
Yafa Yarkoni fait sa première expérience de chanteuse dans la troupe musicale « Khichtron » affiliée à la brigade, fondée pendant la guerre. Toli Raviv et Bubby Pinkhasi ont composé à l'intention de cette troupe plusieurs chansons de genre « danses de salon ». Elles seront identifiées à Yafa Yarkoni pendant toute sa carrière : Al na tomar li chalom, Chkharkhoret, Kara ze rak hapaam.
Deux morceaux de son répertoire, Haamini, yom yavo écrits pour elle par l'acteur Rafael Klatchkin (musique : Menache Baharav), et Bab el-Wad du poète Haim Gouri (musique : Shmuel Fereszko) sont aussi devenus des classiques, et sont d'ailleurs chantés chaque année, lors de la fête nationale  d'Israël - Yom Hazikaron et Yom Haʿatzmaout.
En 1948, elle épouse Yechayahou (Chaike) Yarkoni (décédé en 1983), commandant dans la Hagana et un des fondateurs des forces blindées israéliennes.

### Succès
Pendant une des trêves de la guerre, Yafa Yarkoni enregistre un premier disque au studio Radio Doctor. Ce disque reçoit un très bon accueil public, surtout le tube roumain Eynayim yeroukot, qui est considéré la première chanson pop en Israël. Ensuite la chanteuse signe un contrat avec la nouvelle compagnie de disques Hed Artzi qui sortira tous ses albums. L'album Bab el Wad contient les chansons de la Guerre d'Indépendance, telles que Haamini yom yavo, Rabotaï Hahistoria khozeret, Hafindjan, Khen efschar, Doudou, Yatzanu at qui seront connues comme « ses » chansons, bien que beaucoup d'entre elles ont été interprétées auparavant par la troupe « Tchizbatron ».
En 1951, elle enregistre un autre album de succès de mélodies de danses populaires. Dans les années 1950-1960, Yafa Yarkoni devient la chanteuse no 1 d'Israël surtout dû à toute une série de chansons nationales - y compris Baarvot Hanegev, Hasavta baNegev (paroles : Avchalom Cohen, 1948), qui furent diffusées à la radio, dans un programme de Chansons hébraïques sur demande. Elle remporte son plus grand succès en 1951 avec les chansons « de salon », des valses et des tangos, qui accompagneront les bals dans les cafés de l'époque.
En 1959, sort l'album Nirkoda im Yafa Yarkoni, qui réunit beaucoup de ces chansons de salon, parmi lesquelles Habibi, Artzenu haktantonet, Skharkhoret. La presse de scandale lui attribue souvent une rivalité imaginaire avec l'autre grande chanteuse du pays, Shoshana Damari.
Toujours dans les années cinquante, elle enregistre quelques albums pour les enfants, dont deux jouirent d'un succès particulier : Chirey yeladim kevakachatkha, qui comprend les chansons Agala im soussa (enregistrée déjà en 1948) et Doubon Yambo ou Youmbo écrit par Yekhiel Mohar, ainsi que l'album Chirim miKineret (1957) avec des chansons par Naomi Shemer, compositrice et poète de la kvoutza (kiboutz) de Kineret, qui était alors à ses débuts. Ce dernier album contient entre autres les chansons Hadoar ba hayom et Akhinou hakatan. 
Elle enregistre par la suite encore un disque pour les enfants, y inclus le hit Abba cheli sur des paroles de Talma Eligon.
En février 2002, elle déclare que les soldats israéliens ne devraient pas inscrire des numéros sur le bras des prisonniers palestiniens, « n’est-ce pas ce que les Allemands ont fait ? » Elle a été vilipendée par la presse, qualifiée soit « d’ennemie du peuple », soit de « nouvelle antisémite ».
Le 14 avril 2002, elle surprend dans un entretien à la radio militaire Galatz en soutenant les dizaines d'officiers signataires du manifeste Le Courage de refuser dans lequel ils affirment leur volonté de ne plus servir dans les Territoires palestiniens occupés.

### Mort
Yafa Yarkoni meurt le 1er janvier 2012 à l'hôpital Re'out de Tel Aviv de la maladie d'Alzheimer,, qui l'a touchée après l'an 2001 et s'est aggravée en 2008. Yafa Yarkoni laisse derrière elle trois filles, huit petits-enfants et huit arrière-petits-enfants.

## Distinctions
- 1965 : première place au Festival de la chanson hébraïque, avec la chanson Ayelet Hakhen
- 1966 : première place au Festival de la chanson hébraïque, avec la chanson Leil Stav
- 1998 : Prix Israël, prix de l'État, au jubilé de l'État d'Israël